# Marcel Javora
R.D. Mgr. Marcel Javora (31. října 1965 Brno-Židenice) je moravský římskokatolický duchovní, farář římskokatolické farnosti Brno-Komín a od roku 2023 kanovník Královské stoliční kapituly sv. Petra a Pavla v Brně. Jeho otcem byl tajný kněz východního ritu Josef Javora.

## Život

### Původ
Narodil se jako jeden ze tří synů do rodiny řeckokatolického duchovního a básníka Josefa Javory. Jeho rodina pochází z Chrlic. Mezi jeho příbuzné patří také teoložka Ludmila Javorová.

### Kněžské povolání
Krátce po dvaceti letech se rozhodl studovat teologii. Nejprve zahájil studia v kněžském semináři v Litoměřicích. Roku 1994 ukončil studia na Cyrilometodějské teologické fakultě Univerzity Palackého v Olomouci, kde posléze zůstal jako vyučující se zaměřením na liturgickou hudbu.
Mezi farnosti, v kterých působil, patří Ivančice u Brna, Otnice, Bošovice, Bohdalice a Vysočany u Blanska.
Od 1. srpna roku 2014 působí jako duchovní správce ve farnosti u kostela svatého Vavřince v městské čtvrti Brno-Komín.
Dne 14. září 2023 byl při slavnostní mši slouženou Mons. Pavlem Konzbulem v 17:30 v katedrále svatého Petra a Pavla instalován novým kanovníkem Královské stoliční kapituly svatého Petra a Pavla v Brně.